# Dolni Rakovets
Dolni Rakovets (bulgariska: Долни Раковец) är ett distrikt i Bulgarien.   Det ligger i kommunen Obsjtina Radomir och regionen Pernik, i den västra delen av landet, 40 km sydväst om huvudstaden Sofia.
Trakten runt Dolni Rakovets består i huvudsak av gräsmarker. Runt Dolni Rakovets är det ganska glesbefolkat, med 45 invånare per kvadratkilometer.